# Argentina na Letních olympijských hrách 1932
Argentina se účastnila Letní olympiády 1932 v kalifornském Los Angeles v 6 sportech. Zastupovalo ji 32 sportovců.

## Medailové pozice
| Medaile | Jméno              | Sport    | Disciplína   |
| ------- | ------------------ | -------- | ------------ |
| Zlato   | Santiago Lovell    | Box      | váha těžká   |
| Zlato   | Carmelo Robledo    | Box      | váha pérová  |
| Zlato   | Juan Carlos Zabala | Atletika | Muži maraton |
| Stříbro | Amado Azar         | Box      | váha střední |